# Nathalie Bex
Nathalie Bex, née le 12 avril 1998 à Saint-Trond, est une coureuse cycliste belge.

## Biographie
Nathalie Bex s'illustre chez les juniors (17/18 ans) au milieu des années 2010. En 2015, elle se classe deuxième du contre-la-montre et de la course en ligne des championnats nationaux juniors, à chaque fois battue par Lenny Druyts. Elle est sélectionnée pour les championnats d'Europe et du monde de la catégorie, mais sans obtenir de résultats significatifs. L'année suivante, elle remporte les deux titres nationaux juniors et s'impose en solitaire sur Gand-Wevelgem juniors.
En 2017, elle signe un contrat avec l'équipe belge Sport Vlaanderen, avec qui, elle se classe deuxième du championnat de Belgique du contre-la-montre espoirs (moins de 23 ans). Elle remporte le titre l'année suivante avec 46 secondes d'avance sur Alana Castrique, mais victime d'un surentrainement, elle connait plusieurs mois difficiles. En 2019, avec l'arrêt de son équipe, elle est membre du club amateur Rogelli-Gyproc.
Entre 2020 et 2024, elle évolue au sein de l'équipe UCI belge Chevalmeire, Durant cette période, elle participe principalement à des épreuves en Belgique. Son meilleur résultat est une troisième place lors de la 2 Districtenpijl 2022, où elle est battue lors d'un sprint à trois par Daria Pikulik et Marthe Truyen.

## Palmarès sur route

### Par années
- 2015
  - 2e du championnat de Belgique sur route juniors
  - 2e du championnat de Belgique du contre-la-montre juniors
- 2016
  -  Championne de Belgique sur route juniors
  -  Championne de Belgique du contre-la-montre juniors
  - Gand-Wevelgem juniors
  - 3e étape de l'Energiewacht Tour juniors
- 2017
  - 2e du championnat de Belgique du contre-la-montre espoirs
- 2018
  -  Championne de Belgique du contre-la-montre espoirs
- 2019
  - 3e du championnat de Belgique du contre-la-montre espoirs
- 2022
  - 3e de la 2 Districtenpijl

### Classements mondiaux
| Année                                 | 2018 | 2019 | 2020 | 2021 | 2022 | 2023 | 2024  |
| ------------------------------------- | ---- | ---- | ---- | ---- | ---- | ---- | ----- |
| Classement UCI                        | 373e | 751e | nc   | 426e | 279e | 394e | 1047e |
| UCI World Tour                        | nc   | nc   | nc   | nc   | nc   | 251e | nc    |
|                                       |      |      |      |      |      |      |       |
| Légende : nc = non classéSource : UCI |      |      |      |      |      |      |       |